# Кто кому нужнее?
«Кто кому нужнее?» («Итак, не сказка уже это…») — анонимное стихотворение 1854 года. Опубликовано в газете «Северная пчела», затем в других изданиях в годы Крымской войны .

## Авторство
Вопрос авторства стихотворения поднимался в исследованиях последних лет.
Профессор Николай Леонидович Васильев (Национальный исследовательский Мордовский государственный университет им. Н. П. Огарева) проблеме авторства посвятил специальную работу, являющаяся продолжением исследовательской темы об анонимных стихотворениях времён Крымской войны.

## Публикации
Первая публикация: Северная пчела. 1854. 5 марта. № 52.
Последующие публикации: «Русский инвалид» (1854. 9 марта. № 56), Собрание патриотических стихотворений, написанных разными авторами по случаю военных действий и побед, одержанных Российским победоносным воинством / Собр. Н. Клачковым. М., 1854. С. 9-13; Собрание стихов русских поэтов про турок, англичан и французов. М., 1854. С. 11-14; С нами Бог! Вперед!.. Ура!.. Собрание стихотворений на нынешнюю войну, изданное В. Дементьевым. М., 1854. С. 126—130; Сборник патриотических стихотворений русских поэтов про турок, англичан и французов. М., 1854. С. 51-55; Заморские гости. Собрание песен, военных куплетов, сказок, басен и стихов про турок, англичан и французов, выражающих чувства русских за Веру, Царя и Отечество, в войну настоящего времени. М., 1854. С. 7-10; Сборник известий, относящихся до настоящей войны, издаваемый с Высочайшего соизволения Н. Путиловым. СПб., 1855. Отд. V: Патриотизм России. Стихотворения. Кн. I—XII. С. 39-42.